# Ibn al-Kammad
Abu Jafar Ahmad ibn Yusuf ibn al‐Kammad (d.1195) foi um astrônomo muçulmano nascido em Sevilha, Al-Andalus. É conhecido por ter sido educado em Córdova (Espanha) pelos estudantes de Al-Zarqali. Seus trabalhos, tais como al Kawr ala al dawr, al Amad ala al abad e al Muqtabas, que é uma compilação de dois Zij anteriores, o fez famoso não apenas na Península Ibérica mas através da África do Norte, e especificamente na Tunísia, onde o astrônomo Ibn Ishaq al Tunisi escreveu comentários sobre seus trabalhos.
Um trabalho astrológico, Kitāb Mafātīḥ alasrār, (no qual estabelece que a duração da gravidez dependia do horóscopo) é também atribuído a ele e foi fortemente criticado por Ibn al Haim al Ishbili no último al Zīj al kāmil (c.1205).